# Екатерининский район
Екатери́нинский район — административно-территориальная единица Тарского округа Сибирского края РСФСР СССР существовавшая в 1925—1929 годах.
Районный центр — село Екатериновка.

## История
Район был образован Постановлением ВЦИК от 25 мая 1925 года путём преобразования Екатерининской укрупнённой волости Тарского уезда Омской губернии. Район входит в Тарский округ Сибирского края.
В 1925 году из Айткуловского сельского совета выделен Речаповский. Из Ермаковского и Самсоновского сельских советов выделен Баженовский. Из Нагорно-Ивановского сельского совета выделены Бекмесский, Новотроицкий. Из Егоровского сельского совета выделены Верхнебобровский, Юрьевский. Из Верхневятского сельского совета выделен Усть-Тарский. Из Екатерининского сельского совета выделена часть Петропавловского. Из Ермаковского сельского совета выделены части в Баженовский, Петропавловский, Кошкульский. Из Пореченского сельского совета выделен Петровский I. Из Фёдоровского сельского совета выделен Петровский 2. Из Екатерининского, Ермаковского сельских советов выделен Петропавловский. Из Уразайского сельского совета выделен Бешметовский.
В 1926 году центрами сельских советов Екатерининского района были: д. Ауйткулово, д. Баженова, д. Бекмес, п. Верхне-Вятский, д. Егоровская, с. Екатериновка (Екатерининское), д. Ермаковка, д. Кошкуль, с. Нагорно-Ивановское, д. Ново-Троицкая, п. Петровка 1, д. Петровка 2, д. Петропавловская, д. Поречье, д. Речапова, с. Самсонова, с. Унары, д. Уразай, с. Усть-Тара, .Бешметовский, Фёдоровский и Юрьевский с/с не имели центра. В районе насчитывалось 871 населённый пункт, 23 сельских совета, 4118 хозяйств.
В 1929 году Екатерининский район был упразднён. Территория вошла в Муромцевский и Тарский районы.

## Административно-территориальное деление
- Айткуловский сельский совет (село Айткулово)
- Баженовский сельский совет (село Баженово)
- Бекмесский сельский совет (село Бекмес)
- Бешметовский сельский совет (село Бешметовка)
- Верхнебобровский сельский совет (село Верхняя Бобровка)
- Верхневятский сельский совет (село Верхняя Вятка)
- Егоровский сельский совет (село Егоровка)
- Екатерининский сельский совет (село Екатерининское)
- Ермаковский сельский совет (село Ермаковка)
- Кошкульский сельский совет (село Кошкуль)
- Нагорно-Ивановский сельский совет (село Нагорное)
- Новотроицкий сельский совет (село Новотроицкое)
- Петровский I сельский совет (село Петровка 1)
- Петровский II сельский совет (село Петровка 2)
- Петропавловский сельский совет (село Петропавловка)
- Пореченский сельский совет (село Поречье)
- Речаповский сельский совет (село Речапово)
- Самсоновский сельский совет (село Самсоново)
- Унарский сельский совет (село Унары)
- Уразайский сельский совет (село Уразай)
- Усть-Тарский сельский совет (село Усть-Тара)
- Фёдоровский сельский совет (село Фёдоровка)
- Юрьевский сельский совет (село Юрьевка)

## Население
По переписи население 1926 года в районе проживало 20462 человека в сельской местности (10014 м — 10448 ж). Крупные национальности: русские, белорусы, бухарцы, поляки, латыши, эстонцы, немцы.

## Населённые пункты
Крупнейшие населённые пункты:
- село Екатерининское — 885 чел.;
- село Усть-Тара — 763 чел.;
- село Нагорно-Ивановское — 556 чел.;
- деревня Баженова — 522 чел.;
- деревня Ивановка — 489 чел.;
- село Самсоново — 483 чел.;
- село Унары — 483 чел.;
- деревня Игоревка — 474 чел;
- деревня Уразай — 469 чел.;
- деревня Алексеевка — 434 чел.

Другие:
- хутор Ааз (нем. Aas), до 1917 — Тобольская губ., Тарский у.; в сов. период — Омская обл., Екатерининский р-н. Нем. хутор, осн. в 1898. К сев. от Омска. Жит.: 5 (1926).